# Mariana Mihăilă
Mariana Mihăilă, född 25 augusti 1986, är en moldavisk sångerska.
År 2009 utgav hon sitt debutalbum, Dulce mama (Kära mor). Mihăilă är en av 25 finalister i Moldaviens nationella uttagning till Eurovision Song Contest 2011. Hon deltar med låten "Mi rey!".